# Hypsiboas cordobae
Hypsiboas cordobae és una espècie de granota que viu a l'Argentina.